# 수사관 앨리스
《수사관 앨리스》는 시즌 1은 2015년 10월 19일부터 2015년 10월 30일까지, 시즌 2는 2016년 8월 22일부터 2016년 9월 2일까지 네이버 TV를 통해서 배포하는 웹 드라마이다. 시즌 1은 위해사범, 시즌 2는 마약 수사를 에피소드로 하고 있다.

## 등장인물

### 식약처
- 김남주 : 천연주 역
식약처 수사팀의 수사관.
- 조동혁 : 정레오 역
식약처 수사팀의 수사관.

| 시즌1 - 레이디 제인 : 김지수 역 천연주의 룸메이트. 식약처의 연구원. - 이승형 : 심팀장 역 식약처 수사팀의 팀장. | 시즌2 - 송승현 : 마정수 역 식약처 마약정책과의 사무관. |

### 위해사범 및 불법 식품 제조원
| 시즌1 - 이광일 : 레드정 역 연쇄위해사범. - 최종훈 : 구사장 역 불법 식품을 제조하는 위해사범. - 김도연 : 김여사 역 불법 식품 판매원. - 정근 : 윤실장 역 가짜 비아그라통을 제조하는 인쇄소 실장. | 시즌2 - 지승현 : 레드정 역 전설의 위해사범 - 정근 : 윤종구 역 범죄조직의 중간책 |

### 강미나의 가족
시즌2에 출연하는 등장인물이다.
- 민효원 : 강미나 역
- 이상아 : 오들희 역
전직 여배우, 미나의 엄마.
- 정진 : 강달환 역
성형외과 원장, 미나의 아빠

### 그 외 인물
| 시즌1 - 라희 : 라사장 역 식중식품 회사 대표. - 최배영 : 남빛나 역 수사관을 꿈꾸는 여고생. | 시즌2 - 빨강 : 마리 역 미나의 학교 친구. - 파랑 : 미리 역 미나의 학교 친구, - 노랑 : 두리 역 미나의 학교 친구. |

## 방영 목록
| # | 부제                  | 공개일           | 링크 |
| - | --------------------- | ---------------- | ---- |
| 1 | 음식 갖고 장난치지 마 | 2015년 10월 19일 |      |
| 2 | 음식 갖고 장난치지 마 | 2015년 10월 20일 |      |
| 3 | 다이어트의 함정       | 2015년 10월 22일 |      |
| 4 | 다이어트의 함정       | 2015년 10월 23일 |      |
| 5 | 고추장의 유혹         | 2015년 10월 26일 |      |
| 6 | 고추장의 유혹         | 2015년 10월 27일 |      |
| 7 | 위기의 앨리스         | 2015년 10월 29일 |      |
| 8 | 위기의 앨리스         | 2015년 10월 30일 |      |

| # | 부제                | 공개일          | 링크 |
| - | ------------------- | --------------- | ---- |
| 1 | 달콤한 약의 유혹    | 2016년 8월 22일 |      |
| 2 | 알약상자의 진실     | 2016년 8월 23일 |      |
| 3 | 엄마가 잘못했어     | 2016년 8월 25일 |      |
| 4 | 환각의 드라이브     | 2016년 8월 26일 |      |
| 5 | 배우엄마 의사아빠   | 2016년 8월 29일 |      |
| 6 | 돈을 쫓는 남자      | 2016년 8월 30일 |      |
| 7 | 합성약물을 막아라   | 2016년 9월 1일  |      |
| 8 | 희망이여 다시 한 번 | 2016년 9월 2일  |      |

## 사운드 트랙

### 시즌 1
| #            | 제목                                     | 작사         | 작곡         | 재생 시간 |
| ------------ | ---------------------------------------- | ------------ | ------------ | --------- |
| 1.           | 〈정의의 완빤치 (Feat. Nop.K)〉 (디달러) | 디달러       | 이주현       | 2:56      |
| 2.           | 〈정의의 완빤치 (Inst.)〉                |              | 이주현       | 2:56      |
| 총 재생 시간 | 총 재생 시간                             | 총 재생 시간 | 총 재생 시간 | 5:52      |

| #            | 제목                             | 작사         | 작곡         | 재생 시간 |
| ------------ | -------------------------------- | ------------ | ------------ | --------- |
| 1.           | 〈호구안녕 (악인탄생)〉 (Bravis) | 이주현       | 이주현       | 2:57      |
| 2.           | 〈호구안녕 (악인탄생) (Inst.)〉  |              | 이주현       | 2:56      |
| 총 재생 시간 | 총 재생 시간                     | 총 재생 시간 | 총 재생 시간 | 5:53      |

### 시즌2
| #            | 제목                   | 작사         | 작곡         | 편곡 | 재생 시간 |
| ------------ | ---------------------- | ------------ | ------------ | ---- | --------- |
| 1.           | 〈Lost Dream〉 (보코)  | 이주현       | 이주현       | 3:14 |           |
| 2.           | 〈Lost Dream (Inst.)〉 |              | 이주현       | 3:14 |           |
| 총 재생 시간 | 총 재생 시간           | 총 재생 시간 | 총 재생 시간 | 6:28 |           |

| #            | 제목                 | 작사         | 작곡         | 재생 시간 |
| ------------ | -------------------- | ------------ | ------------ | --------- |
| 1.           | 〈Red Sky〉 (Bravis) | 이주현       | 이주현       | 3:32      |
| 2.           | 〈Red Sky(Inst.)〉   |              | 이주현       | 3:32      |
| 총 재생 시간 | 총 재생 시간         | 총 재생 시간 | 총 재생 시간 | 7:04      |